# VeriChip
VeriChip je první RFID čip implantovatelný do lidského těla, schválený americkým Úřadem pro kontrolu potravin a léčiv (FDA, Food and Drug Administration) v roce 2004. Vyrábí jej společnost Verichip Corporation. Čip je asi dvakrát větší než zrnko rýže. Bývá instalován nad triceps pravé paže svého nositele. Po skenování na správné frekvenci VeriChip odpoví jedinečným 16místným identifikačním číslem, které může sloužit k pro ověření identity podle databáze, přístup ke zdravotním záznamům a později i jiným účelům. Data jsou odesílána nešifrovaně. Implantace probíhá na lékařském pracovišti pod lokální anestezí a jakmile je dokončena, je čip na první pohled pro lidské oko neviditelný.
Čip a jeho implantování má zatím vazbu jen na Spojené státy americké.
Jakožto implantovatelné zařízení použitelné k identifikaci třetí osobou, je VeriChip předmětem kontroverze a debaty.
V roce 2006 spustila Verichip Corporation na VeriChip reklamní kampaň, ve kterém apeluje na zvýšení bezpečnosti a tvrdí, že implantace je zdravotně nezávadná. Sloganem kampaně je: „Učiňte bezpečnost částí Vašeho života“.
Na začátku roku 2007 vytvořila Verichip Corporation Xmark, svou korporátní identitu pro produkty zdravotní péče, do kterého spojuje několik populárních existujících ochranných a jiných systémů.

## Kontroverze
Čip je předmětem kontroverze hned v několika oblastech:
- Soukromí / ochrana soukromých údajů
- Možné zdravotní problémy

způsobené materiálem čipu popř. způsobem, jak jej organismus přijme
elektromagnetické záření ve formě radiových vln, které čip emituje (z větší části do samotného těla)
- Bezpečnost z hlediska přístupnosti dat
  - Zneužití tzv. klonováním. Čip lze skenerem přečíst (naskenovat jeho digitální identifikační číslo, které vysílá) a tento signál později pomocí jiného přístroje simulovat u jiné čtečky (v současnosti existují jen ve Verichip Corporation pro účely testování, ale pozdější implementace ve Spojených státech počítají např. s čtečkami ve všech státních institucích). Na některých stránkách se již objevily příklady klonování.[1]
  - Rádiové vlny, pomocí kterých komunikace s VeriChipem probíhá, dokáží prostupovat textiliemi, zdmi, dřevem, lidským tělem a většinou dalších materiálů. K úspěšnému skenování identifikačního čísla na VeriChipu tak nemusí dojít jen když o tom jeho nositel ví.
  - Zřeknutí se odpovědnosti ze strany Verichip Corporation ohledně zneužití. Toto vyloučení odpovědnosti (disclaimer) je velmi vyčerpávající a čítá mnoho bodů.

## Zastánci / Oponenti
- Brian Powers poznamenal „Muž s čipem v paži bude brzy přemítat, zdali se té hezké holce na vedlejší barové židličce líbí jeho úsměv nebo chce klonovat jeho VeriChip. Dává to nový význam spalující otázce 'Chce moje číslo?'“
- Tom Brady, spoluautor knihy Spychips, okomentoval zřeknutí se odpovědnosti VeriChipu: „Nekoupil bych si toaletní papír, který by měl toto vyloučení odpovědnosti, natož výrobek, který by měl fungovat jako životně důležitá součást v oblasti pohotovosti.“
- Death metalová skupina Job for a Cowboy se proti VeriChipu vyjádřila v písničce nazvané Embedded (vložený, implantovaný), která je o zotročených předsudcích, biblickém proroctví a korupci.
- Někteří experti ve zdravotnictví (včetně bývalého vysoce postaveného úředníka portfeje zdravotnictví a zdravotních služeb, Tommyho Thompsona), kteří zasedají v představenstvu Applied Digital Solutions (jehož je Verichip Corporation dceřinou společností), mající znatelný podíl a vliv ve Verichip Corporation, VeriChip podporují jakožto „užitečnou pomůcku ve sdílení lékařských záznamů se poskytovateli zdravotní péče v naléhavých situacích“.
- V červnu 2007 prohlásila Americká lékařská asociace, že „implantovatelná RFID zařízení mohou pomoci identifikovat pacienty a tak zlepšit bezpečí a efektivitu zdravotní péče; a mohou být použity k zabezpečení přístupu ke klinickým informacím pacienta.“
- VeriChip a budoucí čipování lidí bylo kriticky popsáno v dokumentu Zeitgeist: The Movie[2]. Podle něj budoucí implantování tohoto čipu do těla každého obyvatele USA velice usnadí sledování nepohodlných osob a dokoná přechod této země k totalitnímu státu, řízenému hrstkou nejmocnějších. Budoucí rostoucí závislost na tomto čipu nebo propojení některých společenských/civilních procesů, které budou záviset na jeho skenování, s sebou ponese vítanou možnost (ze strany těchto mocných) sledovat a efektivně perzekvovat nepohodlné osoby nebo odpůrce režimu jednoduchou úpravou záznamů, pojících se s jejich identifikačními čísly, v krajním případě jejich vypnutím. Represe těchto osob a jejich uvržení v libost nebo nelibost by tak mohly být uskutečňovány doslova softwarově.
- Film, který se VeriChipu věnuje ve větší míře, je investigativní dokument Aarona Russoa America: From Freedom to Fascism[3]. Russo zde mimo jiné zpovídá spolupracovnici Toma Bradyho a spoluautorku Spychips, Katherinu Albrechtovou, a postupně vyvrací premisu, že tyto čipy nemohou být použity jinak než ve zdravotnictví a že účel jejich zavedení souvisí s posílením bezpečnosti v USA ve vládní kampani boje proti terorismu. Albrechtová se zmiňuje o situaci, že by na základě VeriChipu, resp. jeho identifikačního čísla, mohly být v budoucnosti převedeny klíčové procesy, kterými se člověk zapojuje do občanského a společenského života. Jako jednu z hypotetických možností zmiňuje i výdej potravin. Vypnutí čipu nebo jeho součinnost s neposkytnutím těchto služeb by tak pro takto postižené jedince, kteří by proti tomu neměli žádnou obranu, mohlo mít fatální důsledky. Russův film je spíš než konspiračně založen na popisu tendencí upírání svobod, které byly občanům Spojených států dány ústavou.
- Proti implantacím se již zformovalo hnutí We the People Will Not Be Chipped (my, lidé, nebudeme očipováni).